# La Fenellassa
La Fenellassa o La Fenellosa és un panell rocós de pintures rupestres de l'estil esquemàtic. És troba al terme municipal de Beseit, a la província de Terol. Forma part del conjunt de l'Art rupestre de l'arc mediterrani de la península Ibèrica declarat Patrimoni de la Humanitat per la UNESCO l'any 1998.

## Ubicació
El lloc està situat a mig camí entre el final de la ruta asfaltada de Beseit al Parrisal i les passarel·les del riu Matarranya. Les pintures de La Fenellassa es troben en una paret rocosa pròxima a la font de la Fenellassa que els dòna nom i on el riu Matarranya s'obre pas formant un estretament del barranc.

## Història
Les pintures rupestres de La Fenellassa van ser descobertes per Carles Forcadell en 1966 i estudiades per Antonio Beltrán. En l'actualitat s'han conservat 8 figures tractant-se de 4 genets que cavalquen dempeus sobre 4 quadrúpedes els quals es marquen les orelles.

## Descripció

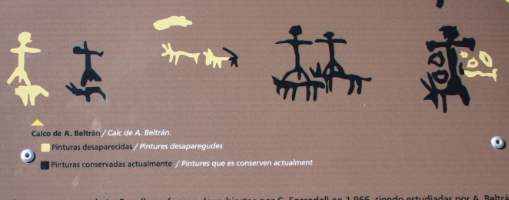
Calc de les pintures rupestres de la Fenellassa

Les pintures rupestres de la Fenellassa pertanyen a l'art esquemàtic, estil pictòric que es caracteritza per l'abstracció i simplificació de les representacions d'animals i éssers humans, que queden reduïts a traços verticals i línies horitzontals. Aquest estil abasta des del Neolític fins a l'Edat dels Metalls i és la manifestació pròpia de societats sedentàries que ja coneixen l'agricultura i la domesticació dels animals, com es mostra en aquestes pintures on apareixen 4 quadrúpedes, que es podrien correspondre a èquids o asínids. A més hi ha 4 genets que cavalquen dempeus sobre 4 quadrúpedes. Totes les figures, pintades en vermell, estan mirant al riu Matarranya mantenint una línia horitzontal.